# Mathieu Bouché
Pour les articles homonymes, voir Bouché.
Mathieu Bouché (né le 13 janvier 1979 à Reims en France) est un joueur professionnel français de hockey sur glace qui évoluait en position de défenseur.

## Carrière
Lors de la saison 2006-2007, Bouché devient capitaine de l'équipe du Reims Champagne Hockey.

## Statistiques
| Saison    | Équipe                  | Ligue      |    | Saison régulière | Saison régulière | Saison régulière | Saison régulière | Saison régulière |   | Séries éliminatoires | Séries éliminatoires | Séries éliminatoires | Séries éliminatoires | Séries éliminatoires |
| Saison    | Équipe                  | Ligue      | PJ | B                | A                | Pts              | Pun              | PJ               | B | A                    | Pts                  | Pun                  |                      |                      |
| 1997-1998 | Flammes bleues de Reims | Élite      | 13 | 0                | 0                | 0                | 2                |                  |   |                      |                      |                      |                      |                      |
| 1998-1999 | Flammes bleues de Reims | Élite      | 31 | 1                | 1                | 2                | 0                |                  |   |                      |                      |                      |                      |                      |
| 1999-2000 | Flammes bleues de Reims | Élite      | 31 | 0                | 0                | 0                | 4                |                  |   |                      |                      |                      |                      |                      |
| 2000-2001 | Flammes bleues de Reims | Élite      | 24 | 0                | 0                | 0                | -                | 11               | 0 | 4                    | 4                    | -                    |                      |                      |
| 2001-2002 | Flammes bleues de Reims | Élite      | -  | 6                | 9                | 15               | -                |                  |   |                      |                      |                      |                      |                      |
| 2002-2003 | Ducs de Dijon           | Super 16   | 26 | 0                | 9                | 9                | 46               |                  |   |                      |                      |                      |                      |                      |
| 2003-2004 | Ducs de Dijon           | Super 16   | 26 | 1                | 7                | 8                | 56               | 5                | 0 | 1                    | 1                    | 8                    |                      |                      |
| 2004-2005 | Phénix de Reims         | Division 2 | 20 | 5                | 3                | 8                | 80               |                  |   |                      |                      |                      |                      |                      |
| 2005-2006 | Phénix de Reims         | Division 2 | 20 | 4                | 6                | 10               | 64               |                  |   |                      |                      |                      |                      |                      |
| 2006-2007 | Phénix de Reims         | Division 2 | 21 | 1                | 7                | 8                | 63               | 2                | 0 | 0                    | 0                    | 0                    |                      |                      |